# ویلی مونتی
ویلی مونتی (انگلیسی: Willy Monty; ۱۱ اکتبر ۱۹۳۹ – ۹ نوامبر ۲۰۱۴) دوچرخه‌سوار اهل بلژیک بود.